# Herman Dahl
Herman Dahl (Kristiansand, 22 november 1993) is een Noors wielrenner die anno 2019 rijdt voor Joker Fuel of Norway.

## Carrière
In 2015 werd Dahl vijftiende in zowel de Trofej Poreč als de Trofej Umag. In september van dat jaar won hij de GP Dr. Eugeen Roggeman, die niet op de UCI-kalender stond.
In 2016 werd Dahl, op vijf seconden van winnaar Edvald Boasson Hagen, vijfde in het nationale kampioenschap op de weg. In de Gooikse Pijl, die in september werd verreden, sprintte hij naar de achtste plaats. In augustus 2017 won Dahl de derde etappe in de Baltic Chain Tour, waarna hij de leiderstrui overnam van Māris Bogdanovičs. De laatste etappe werd wederom door Dahl gewonnen, waardoor hij Bogdanovičs opvolgde als eindwinnaar.

## Belangrijkste overwinningen
2015
- GP Dr. Eugeen Roggeman – Stekene

2017
3e en 4e etappe Baltic Chain Tour
Eindklassement Baltic Chain Tour
2018
1e etappe Ronde van Bretagne
GP Horsens
2019
3e etappe Ronde van Rhodos

## Ploegen
- 2015 –  Team Sparebanken Sør
- 2016 –  Team Sparebanken Sør
- 2017 –  Team Sparebanken Sør
- 2018 –  Joker Icopal
- 2019 –  Joker Fuel of Norway

Aasheim · Dahl · Evensen · Forfang · Hagen · Hoelgaard · Hoem · Knotten · Røinås · Skjerping · Tiller · Vangstad